# 23. Tarnowska Nagroda Filmowa
23. Tarnowska Nagroda Filmowa – odbyła się w dniach 10-16 maja 2009 roku.

## Filmy konkursowe

### Konkurs główny
- 0_1_0 – reż. Piotr Łazarkiewicz
- 33 sceny z życia – reż. Małgorzata Szumowska
- Boisko bezdomnych – reż. Kasia Adamik
- Cztery noce z Anną – reż. Jerzy Skolimowski
- Drzazgi – reż. Maciej Pieprzyca
- Generał Nil – reż. Ryszard Bugajski[a]
- Generał – zamach na Gibraltarze – reż. Anna Jadowska
- Ile waży koń trojański? – reż. Juliusz Machulski
- Jeszcze nie wieczór – reż. Jacek Bławut
- Lekcje pana Kuki – reż. Dariusz Gajewski
- Mała Moskwa – reż. Waldemar Krzystek
- Rysa – reż. Michał Rosa
- Senność – reż. Magdalena Piekorz
- Stary człowiek i pies – reż. Witold Leszczyński, Andrzej Kostenko
- Tatarak – reż. Andrzej Wajda
- Wino truskawkowe – reż. Dariusz Jabłoński
- Wojna polsko-ruska – reż. Xawery Żuławski

### Konkurs „Kino Młodego Widza”
- Abecadło zwierząt cz. 1 – reż. Marian Cholerek
- Grzyby burzy – reż. Jan Steliżuk
- Historia niepokornego kurczaka – reż. Alina Skiba
- Król i królik – reż. Norbert Rasiński
- Przygoda nad stawem – reż. Wiesław Zięba, Piotr Furmankiewicz
- W odmętach kosmosu, czyli gdzie jest księżyc – reż. Robert Turło
- Baśnie i bajki polskie, odc.:
  - Kozucha Kłamczucha – reż. Andrzej Kukuła
  - Król kruków – reż. Jacek Adamczak
  - Zimowe wróżki – reż. Anna Dudek
  - Złota jabłoń – reż. Joanna Jasińska-Koronkiewicz

## Skład jury
- Dorota Kędzierzawska – reżyser, przewodnicząca jury
- Jerzy Armata – krytyk filmowy, dyrektor artystyczny festiwalu
- Tadeusz Bałchanowski – redaktor naczelny tygodnika TEMI
- Barbara Brożek-Czekańska – artysta plastyk, radna Miasta Tarnowa, przewodnicząca Komisji Kultury
- Ryszard Jaźwiński – dziennikarz filmowy Programu III Polskiego Radia
- Krystyna Latała – dyrektor zarządzający Radia Eska Tarnów
- Jacek Lipski – producent filmowy, członek Stowarzyszenia Filmowców Polskich
- Łukasz Maciejewski – krytyk filmowy
- Grzegorz Molewski – przewodniczący rady nadzorczej Telewizji Kino Polska
- Grzegorz Turnau – kompozytor
- Maria Wardyń – zastępca dyrektora Tarnowskiego Centrum Kultury
- Edward Żentara – aktor, reżyser, dyrektor Teatru im. Ludwika Solskiego w Tarnowie

## Laureaci

### Konkurs główny
- Nagroda Grand Prix – Statuetka Maszkarona:
  - 33 sceny z życia – reż. Małgorzata Szumowska

- Nagroda Jury Młodzieżowego – Statuetka Kamerzysty:
  - 33 sceny z życia – reż. Małgorzata Szumowska

- Nagroda publiczności – Statuetka Publika:
  - Mała Moskwa – reż. Waldemar Krzystek

- Nagrody specjalne jury:
  - Dariusz Jabłoński – (Wino truskawkowe)
  - Xawery Żuławski – (Wojna polsko-ruska)

- Nagroda za całokształt twórczości:
  - Franciszek Pieczka

### Konkurs „Kino Młodego Widza”
- Nagroda Jury Dziecięcego – Statuetka Koguta:
  - Grzyby burzy – reż. Jan Steliżuk